# Imma spectropis
Imma spectropis är en fjärilsart som beskrevs av Edward Meyrick 1926. Imma spectropis ingår i släktet Imma och familjen Immidae. Inga underarter finns listade i Catalogue of Life.